# Nazionale maschile di calcio del Kenya
La nazionale di calcio del Kenya è la rappresentativa nazionale calcistica del Kenya ed è posta sotto l'egida della Football Kenya Federation, fondata nel 1960 e affiliatasi alla FIFA nello stesso anno.
Ha partecipato a sei fasi finali della Coppa d'Africa (l'ultima volta nel 2019), non superando mai il primo turno. Vanta nel proprio palmarès cinque vittorie e quattro secondi posti nella CECAFA Cup. Non si è mai qualificata per la fase finale della Coppa del mondo FIFA.
Nella graduatoria FIFA in vigore da agosto 1993 il miglior posizionamento raggiunto dal Kenya è il 68º posto del dicembre 1998, mentre il peggiore è il 137º posto di luglio 2007; occupa il 102º posto della graduatoria.

## Storia
La nazionale keniota debuttò il 1º maggio 1926 a Nairobi, contro i vicini dell'Uganda (1-1). Al Nairobi Jamhuri Park, il 12 settembre 1965, conobbe la più larga sconfitta della propria storia, perdendo per 2-13 contro il Ghana.
Alla Coppa d'Africa 1972 uscì al primo turno dopo una sconfitta contro il Camerun e due pareggi, contro Mali e Togo.
Qualificatasi alla Coppa d'Africa 1988, la squadra fu eliminata al primo turno, dopo un pareggio contro il Camerun e due sconfitte, contro Nigeria ed Egitto, mentre nel 1990 a causare l'eliminazione al primo turno furono il pareggio contro il Senegal e le sconfitte contro Camerun e Zambia. Alla Coppa d'Africa 1992 furono fatali le sconfitte contro Senegal e Nigeria.
Il 15 agosto 1998 fece registrare la seconda vittoria più larga della propria storia, battendo Gibuti a Nairobi per 9-1.
Tornato a disputare la fase finale della Coppa d'Africa nel 2004, il Kenya vinse contro il Burkina Faso, ma perse contro Mali e Senegal e fu eliminato al primo turno.
Nella Coppa Intercontinentale 2018, quadrangolare organizzato in India, perse in finale contro la nazionale padrona di casa.

## Commissari tecnici
- Ray Bachelor (1961)
- Jack Gibbons (1966)
- Elijah Lidonde (1967)
- Eckhard Krautzun (1971)
- Jonathan Niva (1972)
- Ray Wood (1975)
- Grzegorz Polakow (1979)
- Stephen Yongo (1979)
- Marshall Mulwa (1980–1983)
- Bernhard Zgoll (1984)
- Reinhard Fabisch (1987)
- Christopher Makokha (1988)
- Mohammed Kheri (1988–1990)
- Gerry Saurer (1992)
- Mohammed Kheri (1995)

- Vojo Gardašević (1996)
- Reinhard Fabisch (1997)
- Abdul Majid (1998)
- Christian Chukwu (1998)
- James Siang'a (1999–2000)
- Reinhard Fabisch (2001–2002)
- Joe Kadenge (2002)
- Jacob Mulee (2003–2004)
- Twahir Muhiddin (2004–2005)
- Mohammed Kheri (2005)
- Bernard Lama (2006)
- Tom Olaba (2006)
- Jacob Mulee (2007–2008)
- Francis Kimanzi (2008–2009)
- Antoine Hey (2009)

- Twahir Muhiddin (2009–2010)
- Jacob Mulee (2010)
- Zedekiah Otieno (2010–2011)
- Francis Kimanzi (2011-2012)
- Henri Michel (2012)
- James Nandwa (2012-2013)
- Adel Amrouche (2013-2014)
- Bobby Williamson (2014-2016)
- Stanley Okumbi (2016-2017)
- Paul Put (2017-2018)
- Stanley Okumbi (2018)
- Sébastien Migné (2018-2019)
- Francis Kimanzi (2019-2021)
- Engin Fırat (2021-oggi)

## Palmarès
- CECAFA Cup:

5 vittorie  (1975, 1981, 1982, 1983, 2002)
4 secondi posti (1979, 1985, 1991, 1999)

## Partecipazioni ai tornei internazionali

### Risultati in Coppa del Mondo
- Dal 1930 al 1970 - Non partecipante
- Dal 1974 al 2022 - Non qualificata

### Risultati in Coppa d'Africa
- 1957 - Non partecipante
- 1959 - Non partecipante
- 1962 - Non qualificata
- 1963 - Ritirata
- Dal 1965 al 1970 - Non qualificata
- 1972 - Primo turno
- Dal 1974 al 1982 - Non qualificata
- 1984 - Non partecipante
- 1986 - Non qualificata
- 1988 - Primo turno
- 1990 - Primo turno
- 1992 - Primo turno
- 1994 - Non qualificata
- 1996 - Ritirata
- Dal 1998 al 2002 - Non qualificata
- 2004 - Primo turno
- Dal 2006 al 2017 - Non qualificata
- 2019 - Primo turno
- Dal 2021 al 2025 - Non qualificata

## Tutte le rose

### Coppa d'Africa
Coppa d'Africa 1972P Siang'a, D Anyanzwa, D Makunda, D Jonathan Niva, D Odore, D Oduor, C Aluko, C P. Ouma, C Thigo, A Arudhi, A Nyawanga, A C. Ouma, ? Chore, ? Yongo, CT: Jonathan Niva
Coppa d'Africa 1988P Muhanji, P Ochieng, D Anyangu, D Juma, D Ochola, D Oduor, D Olang, D Weche, C Adembo, C Mulamba, C Mutua, C Paul Ochieng, C Okelo, A G. Onyango, A S. Onyango, A Ayoyi, A Dawo, A Motego, A Odhiambo, CT: Makokha
Coppa d'Africa 1990P Busolo, P Muhanji, D Anyangu, D Magongo, D Ochieng, D Ochola, D Oduor, D Weche, C Lukoye, C Nyandoro, C G. Onyango, C S. Onyango, C Onyera, A Dawo, A Makuto, A Motego, A Ndolo, A Odie, A Origi, CT: Kheri
Coppa d'Africa 1992P Busolo, P Bwire, P Kenyatta, D Ochulla, D Oduor, D Onyango, D Owour, D Sunguti, D Weche, C Lukoye, C Lwanga, C Mbwabi, C Nyandoro, C Odongo, C Omollo, A Koranga, A Motego, A Mwololo, A Ndungu, A A. Odhiambo, A D. Odhiambo, A Origi, CT: Saurer
Coppa d'Africa 20041 Mathenge, 2 Mulama, 3 Waweru, 4 W. Ochieng, 5 Opiyo, 6 Otieno, 7 Shaban, 8 Oyombe, 9 Baraza, 10 Onyiso, 11 Odede, 12 Juma Oundo, 13 Machethe Muiruri, 14 Kassim, 15 Gikenyi, 16 Omondi, 17 Sunguti, 18 D. Ochieng, 19 Mambo Mumba, 20 Oliech, 21 Ake, 22 Origi, CT: Mulee
Coppa d'Africa 20191 Shikalo, 2 Okumu, 3 Omar, 4 Onyango, 5 Mohammed, 6 B. Ochieng, 7 Masika, 8 Omolo, 9 Avire, 10 Johana Omondi, 11 Kahata, 12 Wanyama, 13 Otieno, 14 Olunga, 15 Owino, 16 Were, 17 Athuman, 18 Matasi, 19 O. Ochieng, 20 Otieno, 21 Odhiambo, 22 Juma, 23 Oyemba, CT: Migné

## Rosa attuale
Lista dei giocatori convocati per la doppia sfida di qualificazione alla Coppa d'Africa 2021 contro Egitto e Togo del 25 e 29 marzo 2021.
Presenze e reti aggiornate al 24 marzo 2021.
|  | P | Joseph Okoth     | 3 dicembre 1993   | 0  | 0  | KCB                     |  |  |
|  | P | Ian Otieno       | 9 agosto 1993     | 6  | 0  | Zesco United            |  |  |
|  | P | James Saruni     | 24 novembre 1985  | 1  | 0  | Ulinzi Stars            |  |  |
|  |   |                  |                   |    |    |                         |  |  |
|  | D | Nahashon Alembi  | 13 giugno 1995    | 1  | 0  | KCB                     |  |  |
|  | D | Baraka Badi      | 25 ottobre 1998   | 2  | 0  | KCB                     |  |  |
|  | D | Harun Mwale      | 10 febbraio 1995  | 1  | 0  | Ulinzi Stars            |  |  |
|  | D | Joseph Okumu     | 26 maggio 1997    | 11 | 0  | Elfsborg                |  |  |
|  | D | Johnstone Omurwa | 8 agosto 1998     | 8  | 0  | Wazito                  |  |  |
|  | D | Joash Onyango    | 31 gennaio 1993   | 18 | 0  | Simba                   |  |  |
|  | D | Erick Otieno     | 27 settembre 1995 | 28 | 0  | AIK                     |  |  |
|  | D | Daniel Sakari    | 25 gennaio 1999   | 7  | 0  | Kariobangi Sharks       |  |  |
|  |   |                  |                   |    |    |                         |  |  |
|  | C | Hassan Abdallah  | 6 luglio 1996     | 10 | 4  | Bandari                 |  |  |
|  | C | Duke Abuya       | 23 marzo 1994     | 3  | 0  | Nkana                   |  |  |
|  | C | Anthony Akumu    | 20 ottobre 1992   | 44 | 0  | Kaizer Chiefs           |  |  |
|  | C | Danson Chetambe  | 25 agosto 1995    | 2  | 2  | Bandari                 |  |  |
|  | C | Lawrence Juma    | 17 novembre 1992  | 10 | 0  | Sofapaka                |  |  |
|  | C | Kevin Kimani     | 12 giugno 1989    | 23 | 0  | Wazito                  |  |  |
|  | C | James Mazembe    | 2 maggio 1998     | 2  | 0  | Kariobangi Sharks       |  |  |
|  | C | Boniface Muchiri | 28 agosto 1996    | 4  | 0  | Tusker                  |  |  |
|  | C | Kenneth Muguna   | 6 gennaio 1996    | 19 | 2  | Gor Mahia               |  |  |
|  | C | Cliff Nyakeya    | 11 gennaio 1995   | 6  | 2  | Al Masry                |  |  |
|  | C | Duncan Otieno    | 26 maggio 1994    | 12 | 1  | Lusaka Warriors         |  |  |
|  | C | David Owino      | 5 aprile 1988     | 66 | 2  | KCB                     |  |  |
|  |   |                  |                   |    |    |                         |  |  |
|  | A | Masoud Juma      | 3 febbraio 1996   | 12 | 4  | Difaâ Hassani El Jadidi |  |  |
|  | A | Michael Olunga   | 26 marzo 1994     | 41 | 18 | Al-Duhail               |  |  |
|  | A | Elvis Rupia      | 12 aprile 1995    | 2  | 1  | AFC Leopards            |  |  |